# Juanjuí
Juanjuí ist die Hauptstadt der Provinz Mariscal Cáceres im zentralen Norden Perus in der Region San Martín. Sie ist Verwaltungssitz des gleichnamigen Distrikts. Beim Zensus 2017 wurden 28.453 Einwohner gezählt, 10 Jahre zuvor lag die Einwohnerzahl bei 23.441.

## Geographische Lage
Die auf einer Höhe von 283 m am linken Flussufer des Río Huallaga gelegene Stadt befindet sich in den östlichen Ausläufern der peruanischen Zentralkordillere. Juanjuí liegt 535 km nördlich der Landeshauptstadt Lima. Im Stadtgebiet befindet sich der Flughafen Juanjuí (IATA-Flughafencode: JJI). In der weiteren Umgebung befinden sich die Nationalparks Río Abiseo und Cordillera Azul sowie die archäologische Fundstätte Gran Pajatén.